# Anopheles rachoui
Anopheles rachoui este o specie de țânțari din genul Anopheles, descrisă de Galvao în anul 1952. Conform Catalogue of Life specia Anopheles rachoui nu are subspecii cunoscute.